# Jan Parandowski
Jan Parandowski (n. 11 mai 1895, Lemberg, Regatul Galiției și Lodomeriei, Austro-Ungaria – d. 26 septembrie 1978, Varșovia, Polonia) a fost un scriitor, prozator, eseist și tălmăcitor polonez.

## Opera literară
Jan Parandowski se impune de timpuriu în literatura polonă. Scrierile sale, inspirate fie din lumea contemporană, fie din mitologie și istorie antică, relevă cu consecvență preocuparea pentru formă, stil, limbaj a unui fervent admirator și cercetător al culturii clasice. Pe lîngă nenumăratele volume de proză scurtă: „Mitologie" (1923), „Eros în Olimp", „Două primăveri" (1927), „Trei semne ale zodiacului" (1938), „Ceas mediteranean" (1942) „Îuvenilia" (1960), „Noapte de septembrie" (1962-1965), „Salcîmul" (1967) etc. Parandowski publică lucrări de eseistică și de critică literară: „Vizite și confruntări" (1934), „Schițe" (1953), „Călătorii literare" (1958), „Roma mea" (1959)..., povestiri închinate amintirilor din copilărie reunite în volumul „Ceasul solar" (1952), romane remarcabile: „Regele vieții" (1930), „Disсul olimpic" (1933), „Cerul în flăcări" (1936), „Întoarcerea la viață" (1961)...